# تيسون مارش
تيسون مارش هو لاعب هوكي الجليد كندي، ولد في 20 يونيو 1984 في كينيل في كندا.

## وصلات خارجية
- تيسون مارش على موقع دوري الهوكي الوطني (الإنجليزية)
- تيسون مارش على موقع EliteProspects.com (الإنجليزية)
- تيسون مارش على موقع HockeyDB.com (الإنجليزية)